# Lakhdar Ben Tobbal

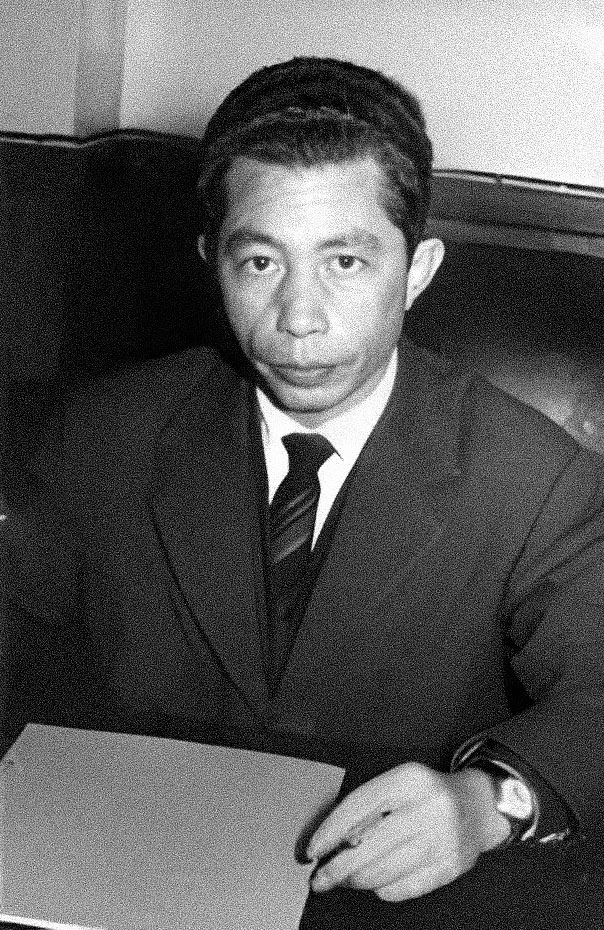
Lakhdar Ben Tobbal

Lakhdar Ben Tobbal (* 1923 in Mila, Französisch-Algerien; † 21. August 2010 in Algier, Algerien) war Guerillakämpfer, Offizier und Politiker der Front de Libération Nationale während des Algerienkriegs.

## Leben
Lakhdar Ben Tobbal stammte aus einer türkischstämmigen Familie aus Algerien.
Lakhdar Ben Tobbal engagierte sich politisch in der für die Unabhängigkeit des Landes eintretenden Parti du peuple algérien (PPA). Ab 1950 war er Teil des antikolonialen Untergrunds. Er gehörte zur Organisation Spéciale, die als bewaffneter Arm der PPA fungierte. Zu Beginn des Unabhängigkeitskrieges gegen Frankreich gehörte er zu den Führungskadern der FLN und bekleidete den militärischen Rang eines Obersten. Er gehörte zu den Planern des Massakers von Philippeville am 20. Juli 1955, für das die FLN bewusst algerische Zivilisten zur Gewalt gegen europäische Zivilisten aufhetzt hatte.
Ben Tobbal bildete mit Krim Belkassem und Abdelhafid Boussouf den Machtblock der Trois B (drei B), der ab 1957 innerhalb der FLN die Herrschaft erlangte, die zivile politische Führung an den Rand drängte und Konkurrenten, darunter Abane Ramdane, ausschaltete. 1957 nahm er als einer von sechs Delegierten an der programmatischen Konferenz von Soummam teil. Im Sommer 1957 vertrat er die FLN als Gesandter in Kairo. Bis 1961 fungierte er als Innenminister in der provisorischen Exilregierung der FLN.
Ben Tobbal war Teil der Verhandlungsdelegation, welche die Verträge von Évian mit Frankreich abschloss und somit die Unabhängigkeit Algeriens erreichten. Innerhalb der FLN sprach er sich gegen eine politische Machtbeteiligung von Algerienfranzosen und sephardischen Juden in der Nachkriegsordnung aus, weil dies dem algerischen Volk nicht zu vermitteln sei. Im Machtkampf zwischen der Provisorischen Regierung und der Führung des Exilmilitärs um Houari Boumedienne stand er mit der Regierung auf der Verliererseite und wurde nach dem Sieg Boumediennes verhaftet. Nach seiner Freilassung zog er sich weitgehend aus politischen Tätigkeiten zurück.